# 합천군의 지질

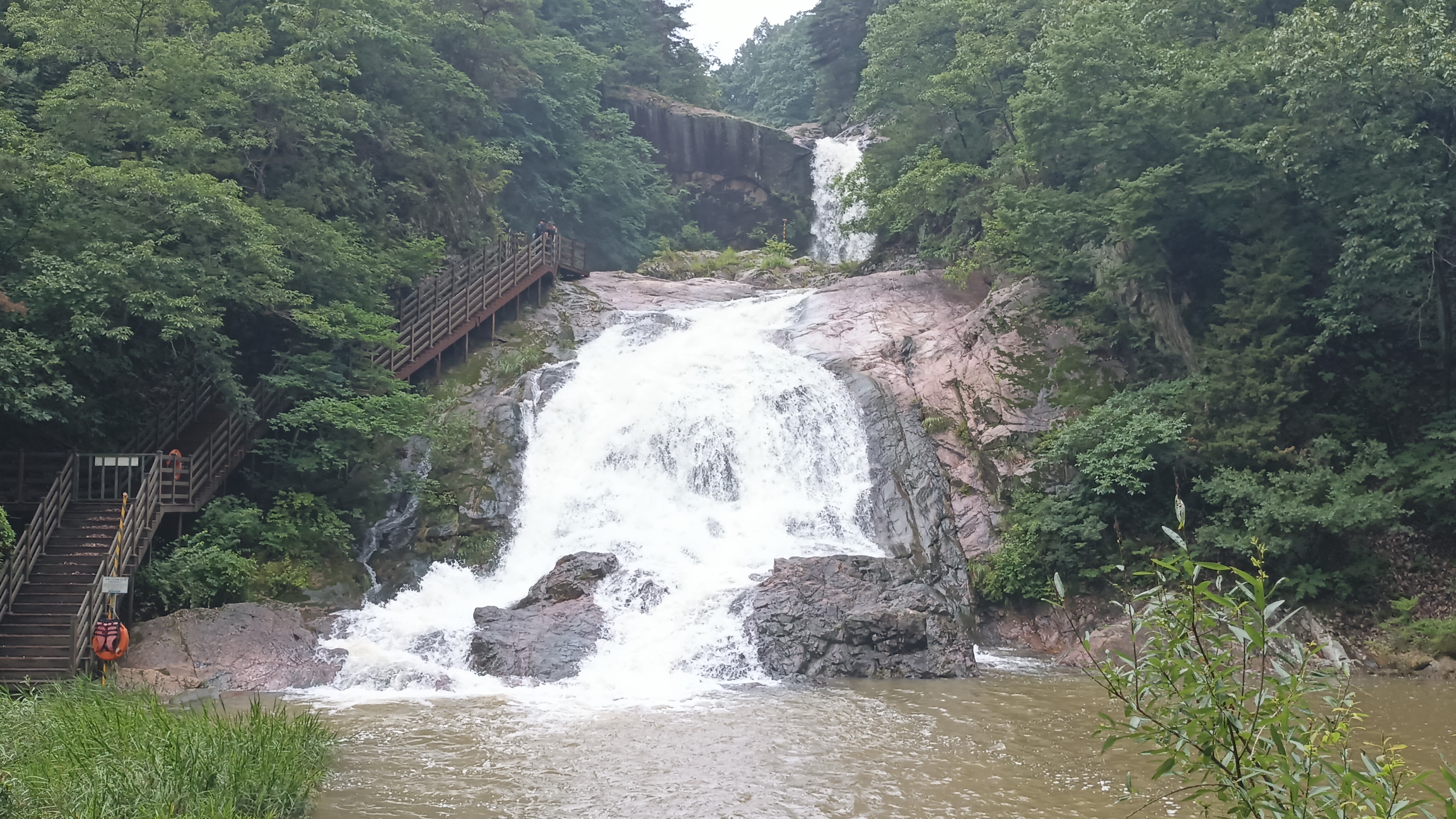
황계폭포와 편마암상섬장암

본 문서에서는 대한민국 경상남도 합천군의 지질과 지질유산(초계분지, 황계폭포, 합천배티세일동굴), 지하자원에 대해 설명한다.

## 개요
경상남도 합천군은 가회면-합천읍을 잇는 선을 경계로 서부는 영남 육괴에 속해 선캄브리아기 편마암과 시대 미상의 화강암이 분포하며, 동부는 경상 분지에 속해 중생대 백악기의 퇴적암 지층 경상 누층군이 분포한다. 합천군의 지질 유산(Geoheritage)으로는 초계분지, 황계폭포, 합천배티세일동굴이 있다. 1:5만 지질도 상으로
- 구정 지질도폭(1970)의 중·남부 (가야산, 가야면, 야로면, 묘산면 북부)[2]
- 안의 지질도폭(1968) 동부 (대병면 서부)
- 합천 지질도폭(1968) 전역 (묘산면 남부, 봉산면, 합천읍, 율곡면, 용주면, 대병면 동부, 대양면 중·북부, 초계면 서부)[3]
- 창녕 지질도폭(1969) 서부 (쌍책면, 덕곡면, 청덕면, 초계면 동부, 적중면)[4]
- 삼가 지질도폭(1975) 중·북부 (가회면, 삼가면, 쌍백면, 대양면 남부)[5]

에 해당한다.

## 선캄브리아기 편마암

### 메타텍시스편마암
메타텍시스편마암(PCEmt, Precambrian metatecis gneiss)은 합천군 봉산면 압곡리-묘산면 도옥리 간 지역에 동북동-서남서 방향으로 분포하는 선캄브리아기 편마암이다. 이 암석은 화강암화작용을 받았으며 퇴적암의 층리에서 유래한 것으로 보이는 엽리상 구조의 주향은 북동 69°, 경사는 대체로 북서 75° 이나 남동쪽으로 경사하는 경우도 있다.

### 미그마타이트질 편마암
미그마타이트질 편마암(PCEmgn, Precambrian migmatitic gneiss)은 합천군 봉산면 북서부와 묘산면 일대에 분포하며 반상변정질 화강편마암, 호상편마암, 각섬석편마암, 사암의 혼펠스, 석회암 및 석회규산염암 등 다양한 암상으로 구성된다. 본 암석의 기원암은 이암, 장석질사암 및 석회암이다.

### 반상변정편마암
반상변정편마암(PCEgnp; Precambrian geniss)은 합천군 가야면과 야로면 묵촌리 지역에 분포하는 편마암으로 기원 퇴적암의 잔류물로서 드물게 규질암이 협재된다.

### 대상편마암 및 화강편마암
대상편마암 및 화강편마암(PCEgnbg)은 합천군 야로면 청계리 남부, 정대리, 덕암리와 묘산면 거산리 지역에 분포하며 합천 지질도폭의 미그마타이트질 편마암과 메타텍시스편마암으로 연속된다. 청계리 동부에서 경상 누층군 낙동층에 의해 경사 부정합으로 덮히고 두무산(1036 m) 남동측에서 오도산층에 의해 덮힌다. 일반적으로 뚜렷한 편리를 가지며 그 주향은 북동 40~50°, 경사는 북서 70~80°이다. 층서적으로 동측의 청계리 쪽이 하부, 두무산 쪽이 상부로 인정된다. 하부에 2매의 2-7 m 폭의 백회색 결정질 석회암 내지 석회규산염암을 협재하며 이들은 편리 방향과 같은 방향으로 연속 발달한다. 이러한 특징으로 보아 대상편맏암 및 화강편마암은 원래 퇴적암이었고 나중에 화강암화작용을 받은 것으로 해석된다. 대상편마암 및 화강편마암의 하부는 주로 석영 및 장석으로 구성된 우백색대와 운모 등으로 구성된 우흑색대가 1~2 cm 두께로 층상으로 교호하나 중·상부(두무산 쪽)에는 층상 편마암 및 화강편마암 반상 변정 편마암과 이들을 관입한 것처럼 보이는 페그마타이트질 암맥과 섬록암, 규장암이 혼재하여 이는 합천 지질도폭에서 미그마타이트(혼성암)질 편마암으로 명명되었다.
합천군의 선캄브리아기 편마암
- 선캄브리아기 대상편마암 및 화강편마암, 합천군 야로면 덕암리 국도 제26호선 도로변
북위 35° 40′ 33.0″ 동경 128° 10′ 51.0″ / 북위 35.675833°  동경 128.180833°
- 선캄브리아기 대상편마암 및 화강편마암, 합천군 야로면 덕암리 국도 제26호선 도로변
- 선캄브리아기 대상편마암 및 화강편마암, 합천군 야로면 청계리 (도로명주소: 고령군 쌍림면 산당청계길 118 전면 하상)
- 선캄브리아기 대상편마암 및 화강편마암, 합천군 야로면 청계리 구 88올림픽고속도로 도로변
- 선캄브리아기 대상편마암 및 화강편마암, 합천군 야로면 청계리 구 88올림픽고속도로 도로변
- 선캄브리아기 대상편마암 및 화강편마암, 합천군 야로면 청계리 산당청계길 도로변
- 선캄브리아기 대상편마암 및 화강편마암, 합천군 야로면 청계리 (도로명주소: 합천군 야로면 산당청계길 136 전면 하상)
- 선캄브리아기 반상변정 편마암, 합천군 가야면 매안리 구 88올림픽고속도로 도로변

## 화성암
영남 지괴의 영역에 분포하는 화성암들은 과거 시대 미상의 암석으로 분류되었으나 이후 절대연령 측정으로 일부는 쥐라기의 암석으로 분류되었다.

### 해인사 화강암
해인사 화강암은 합천군 해인사 홍류동 계곡을 중심으로 북동-남서 방향으로 분포하는 화강암으로 합천군 내에는 가야면 치인리, 죽전리, 오봉산(855 m)~매화산(953 m), 홍류동 계곡 지역에 분포한다. 구정 지질도폭에 의하면 조립 내지 중립질로서 화강암 구조 혹은 편마암 구조를 보인다. 분포지 전역에 걸쳐 자철석의 결정을 함유한다. 최정윤(2013)은 거창군과 합천군에 걸쳐 거창 화강암과 해인사 화강암에 대해 SHRIMP U-Pb 저어콘 연대 측정을 실시하였으며, 합천군 가야면 일대 해인사 화강암의 절대 연령은 195~187 Ma (쥐라기)로 측정되었다.

### 회장암
회장암은 가야산 정상부와 가야면 구원리~황산리, 가천리 일부 지역에 소규모 분포한다. 가야산 일대의 회장암은 풍화 및 침식에 강해 가야산과 같은 높고 험한 지대를 형성한다. 풍화된 노두에서 회백색을 띠고 유색 광물이 점재한다. 회장암 내에는 백토, 고령토 광상이 있는데 특히 가야면 구원리에서는 대규모로 가행되어 큰 자기 공장이 있다.

### 우백화강암
우백화강암(gl)은 가야면 이천리, 야로면 하림리에서 가야면 야천리까지 분포하며 풍화에 약해 비교적 평탄한 지형을 형성하고 대략적인 주향은 북동 30~40°, 경사는 북서 50°이다. 해인사 화강암과 점이적이고 선캄브리아기 반상변정편마암을 관입하였다.

### 편마암상화강암
편마암상화강암(ggr)은 합천군 용주면 우곡리, 방곡리, 봉산면 남동부, 합천읍 북서부 지역에 분포하며 경상 누층군 낙동층에 의해 부정합으로 덮이고 선캄브리아기 미그마타이트질편마암, 화강암질편마암 및 각섬석편마암을 관입하였다. 본 암석은 매우 우백질이며 풍화면도 백색이다. 편리가 일부 발달하나 대부분은 괴상이다.

### 편마암상섬록암질암
편마암상섬록암질암(gdi)은 합천군 봉산면 봉계리, 고삼리 일부 지역과 대병면 동부지역에 분포하며 경계에서 교대접촉부를 형성하여 편마암과 점이적인 관계이다. 본 암석은 기본적으로는 섬록암 내지 화강섬록암이며 등립질석리(equigranular texture)를 가진다. 또 흔히 편리를 가진다. 편마암상화강암에 의하여 관입된 부분에 있어서는 명백히 맥입 접촉부(Veined contact)를 형성하고 흔히 대규모의 포획암으로 남아 있다. 이 포획암 속에는 석영, 미사장석을 주성분으로 하는 페그마타이트 암맥이 불규칙적으로 관입되어있다.
합천군 대병면 하금리 지역 도로 확장공사 중 절개된 암반사면에서 편마암상섬록암질암과 편마암상화강암이 단층으로 접촉하는 것이 확인되었다. 또한 주 단층면을 따라 많은 양의 용출수가 발생하였다.

### 편마암상섬장암
편마암상섬장암(gsy)은 합천군 대병면 남동부에 분포하며 편마암상섬록암질암을 관입하였고 경상 누층군 낙동층에 의해 부정합으로 덮인다. 편마암상섬록암질암은 본 암에 의해 접촉교대작용을 받았으며 마그마 기원의 심성암이다. 황계폭포는 이 암석으로 구성된다. 야외에서 매우 희미하기는 하나 분명한 편리를 보이고 있으며 황계리-장단리간에 있어서 그 편리는 대략 N67°E(28°SE)이다. 옥은영 외(2017)는 섬장암에서 215.3±1.2 Ma, 조립질섬장암 217.9±2.6 Ma의 트라이아스기 연령을 보고하였다.

### 반화강암
반화강암(aplite)은 편마암상화강암의 관입과 연관된 암맥으로서 편마암상화강암 주변부에 흔히 관입되어 있다. 본암맥의 두께는 수 cm 내지 수 m이다.

### 섬장암
섬장암은 합천군 대병면 하금리와 대지리 남서부 계곡 지역에 분포하는 섬장암으로 편마암상섬록암질암을 관입하였다. 대부분 장석으로 구성되고 소량의 석영을 포함한다.

### 섬록암
섬록암은 황매산(1,113 m)과 가회면 둔내리 지역에 분포하며 섬장암에 관입당했다. 주로 사장석과 각섬암으로 구성되고 소량의 석영과 흑운모를 수반한다.
합천군의 시대 미상의 암석
- 가야산 상왕봉의 회장암
- 상왕봉 정상
- 황계폭포 부근 편마암상섬장암
북위 35° 30′ 41.1″ 동경 128° 04′ 13.3″ / 북위 35.511417°  동경 128.070361°
- 황계폭포와 편마암상섬장암
북위 35° 30′ 44.6″ 동경 128° 04′ 13.3″ / 북위 35.512389°  동경 128.070361°
- 함양울산고속도로 건설현장의 편마암상섬장암 노두, 합천군 용주면 황계리
북위 35° 31′ 03.0″ 동경 128° 03′ 55.0″ / 북위 35.517500°  동경 128.065278°
- 편마암상섬록암질암, 합천군 용주면 가호리 산 118-4 합천호수로 도로변
- 황매산과 섬장암

## 황계폭포
합천군 용주면 황계리 산 156 (N 35°30'41.95", E 128°04'12.15")에 위치한 황계폭포는 영남 육괴와 경상 분지 경계 지역에 해당하며 낙동층과 편마암상섬장암과의 부정합 경계면을 관찰할 수 있다. 2단의 계단형 형태인 황계 폭포는 절리와 암맥들의 차별 침식 작용에 의해 절리 위의 암석이 붕락되면서 만들어진 것으로 보인다.

## 중생대백악기경상 누층군
경상 누층군은 중생대 백악기에 형성된 퇴적암 지층으로 합천군 내에서는 낙동층을 기저로 하여 하산동층, 진주층, 칠곡층, 오도산층이 있다. 합천군의 진주층 내에 합천배티세일동굴이 발달하며 합천 초계분지는 경상 누층군 진주층, 칠곡층 내에 발달한다.
함양울산고속도로 합천~창녕 구간은 경상 누층군의 분포 지역을 통과한다. 고속도로 건설 현장 사면에는 셰일, 사암, 이암, 역암 등이 나타나며, 수직 절리가 발달해 지표 노출 시 육면체 형태로 쪼개지고 낙석 및 차별 풍화가 심하다. 또한 지층의 경사 방향은 100~150° 로 고속도로 진행 방향과 같아 터널을 경사 방향인 합천에서 창녕 방향으로 굴착하는 것이 유리하다고 판단되었다.ㅣ

### 낙동층
낙동층은 경상 누층군 최하부 지층으로 합천군 지역에서 시대 미상의 편마암상화강암, 편마암상섬장암, 반상변정미그마타이트질 편마암 등을 부정합으로 덮는다.
구정 지질도폭(1970)에 의하면 역암, 사암, 알코스사암, 셰일의 호층이며 노두는 회색, 담갈색, 흑색이다. 낙동층의 기저는 대개 역암 및 역질사암이고 부정합면에는 대개 규장암이 관입해 있다. 지층의 주향은 북동 20~40°, 경사는 남동 10~35°이다.
합천 지질도폭(1968)에 의하면 고령군 쌍림면 신촌리에서 합천군 율곡면 노양리, 합천읍 금양리, 용주면 고품리, 황계리에 이르기까지 북동 방향으로 분포한다. 주로 사암, 셰일 및 역암으로 구성되며, 대체로 회색을 띤다. 편마암류 및 화성암류로 구성된 지반의 침식면상에 부정합적으로 충적되어 있으며, 기저부는 주로 니질(泥質)암, 드물게 역암으로 구성된다. 기저부가 니질암인 경우 드물게 탄질 셰일이 협재된다. 그리고 이 지역의 기저부에는 불국사화성암류의 산성암맥이 관입하고 있다. 지층의 두께는 약 600 m이다.
합천도폭 지역인 합천군 용주면 황계리 산 153 (N 35°30'34.93", E 128°04'12.09")에서는 역질사암, 이암, 미사암의 퇴적암으로 구성된 낙동층을 잘 관찰할 수 있다. 낙동층의 최하부에 해당하는 이곳은 퇴적 환경에 따른 암상의 변화를 관찰할 수 있으며 퇴적 동시성 성장 단층의 발달로 낙동층 생성 당시의 고응력 해석이 가능하다.
삼가 지질도폭(1975)부터 지층명이 원지층(院志層)으로 바뀌나 이 역시 낙동층과 동일한 지층이다. 합천군 용주면 황계리, 가회면 장대리, 함방리, 산청군 신등면 사정리, 가술리 일대에 북북동-남남서 방향으로 분포하는 원지층은 경상 누층군 최하부 지층으로서 반상변정미그마타이트질 편마암과 섬장암을 부정합으로 피복하며 부정합면은 대부분 흑색 셰일로 구성되며 부분적으로 역암으로 되어 있다. 본 층 하부의 흑색 셰일 내에 2~3매의 탄질 셰일이 협재되어 있으며 이들 탄질셰일 내에는 보존이 불량한 식물 화석이 포함되어 있다. 낙동층과 하산동층(마동층)과의 경계는 낙동층 상위에 발달하는 최초의 자색(赭色) 사질셰일 내지 셰일층의 하한을 기준으로 한다. 그러나 자색층이 동일 층준에서 단속(斷續)되기도 하며 지질 경계는 임의적이기도 하다. 낙동층 내에는 간혹 국부적으로 희미한 적색의 부분을 가지기도 하나 그것은 마동층의 진한 적색층과 구분될 수 있다. 낙동층은 역암, 역질사암, 조립~중립질 사암, 셰일 및 사질셰일로 구성된다.
낙동층 최하부는 역암과 탄질 셰일 내지 연장 상태가 매우 불량한 흑색 셰일이 교호하며 2~3매의 탄질셰일층이 협재된다. 본 층의 하부는 주로 조립질 암회색 사암과 역질 사암이 우세하며 흑색, 녹회색 셰일이 협재된다. 중부는 주로 회색 셰일, 회색 사질셰일과 세립질 회색 사암이 1 m 내외의 두께로 서로 호층을 이루며 전반적으로 하부나 상부에 비해 셰일이 우세한 경향을 보인다. 상부는 중부에서 우세했던 셰일이 상부로 가면서 차츰 감소하며 세립 내지 중립질 사암이 우세해지는데 특히 최상부에서는 알코스질 역질사암이 발달한다. 역질사암의 역들은 백색 내지 암회색 규암, 셰일, 석영맥, 화강암질암이고 원마도가 양호한 장경 1~3 cm의 것이다. 합천군 내 낙동층의 전반적인 주향은 북동 20~30°, 경사는 남동 10~15°이며 두께는 약 800 m 정도이다.
합천군의 낙동층
- 합천군 용계면 황계리 황계폭포 동쪽의 낙동층
- 합천군 용계면 황계리 황계폭포 남쪽의 낙동층. 이암과 사암으로 구성된다.
북위 35° 30′ 34.9″ 동경 128° 04′ 13.1″ / 북위 35.509694°  동경 128.070306°
- 위 사진의 근경
- 지방도 제1026호선 도로변의 낙동층
북위 35° 30′ 50.6″ 동경 128° 04′ 22.8″ / 북위 35.514056°  동경 128.073000°
- 합천호수로 도로변의 낙동층
북위 35° 34′ 04.2″ 동경 128° 08′ 21.6″ / 북위 35.567833°  동경 128.139333°

### 하산동층
하산동층은 경상 누층군 신동층군의 중부 지층으로 낙동층과 하산동층 사이에 있으며 주로 자색을 띤다. 합천 지질도폭(1968)에 의하면 사암, 역암, 셰일, 자색 셰일로 구성되며 적색층이 자주 협재된다. 적색층의 암질은 셰일, 사질셰일 등이며 적색층 직하부에는 흔히 녹회색(greenish gray, 5GY 6/1) 사암 혹은 역질사암이 놓인다. 지층의 두께는 600 m이다. 삼가 지질도폭(1975)에 의하면 원지층을 정합으로 덮고 진주층에 의해 정합으로 덮이며 합천군 쌍백면 백역리와 금곡산(381.8 m)에서 삼가면 문송리와 덕진리를 지나 산청군 생비량면 제보리, 도리에 이르기까지 북북동-남남서 방향으로 분포한다. 본 층은 자색층을 협재하며 상부에서 최초로 발달하는 흑색 셰일층의 하한을 본 층의 최상부로 정하였다. 본 층의 하부는 담회색 알코스질 사암이 우세하며 간혹 1 m 내외의 담회색 셰일이 수 매 협재되기도 한다. 때론 함역질사암이 협재되기도 하는데 역은 원지층에서와 같이 규암, 셰일, 석영맥, 편마암류, 화강암질암 등이다. 중부는 녹회색 (사질) 셰일, 자색 (사질) 셰일이 호층으로 발달하며 대체로 셰일이 우세한 부분이고 순수 셰일보다는 사질 셰일이 우세하다. 이 지층의 주향은 북동 20~40°, 경사는 남동 10~15°이며 두께는 750 m 정도이다.
합천 지질도폭 지역인 고령군 쌍림면 합가2리(N 35°39'10", E 128°13'50")에서 국도 제33호선 확장 공사를 하는 도중 녹색 이암, 흑색 셰일, 사암 등으로 구성된 하부 하산동층이 드러났고 여기서 2001년 8월 윤철수에 의해 익룡과 소형 육식공룡의 이빨, 이매패류 화석(주로 Plicatounio nakdongensis, 드물게 Nagdongia soni 산출), 어류 비늘, 거북의 배갑 및 골격, 개형충 화석 등이 발견되었다. 이곳은 고령군 성산면의 진주층에서 최초로 발견된 것에 이어 국내에서 두 번째로 익룡의 이빨 화석이 발견된 곳이다.
합천군의 하산동층
- 합천군 합천읍 합천리 함벽루 부근에 드러난 하산동층 북위 35° 33′ 34.6″ 동경 128° 09′ 53.8″ / 북위 35.559611°  동경 128.164944°
- 합천군 용주면 팔산리 팔미재 고개 도로에 드러난 하산동층
북위 35° 31′ 13.5″ 동경 128° 08′ 43.3″ / 북위 35.520417°  동경 128.145361°
- 합천군 용주면 팔산리 팔미재 고개 도로에 드러난 하산동층
북위 35° 31′ 18.6″ 동경 128° 08′ 46.0″ / 북위 35.521833°  동경 128.146111°

### 진주층과합천배티세일동굴
진주층은 안동시에서 사천시까지 측방으로 200 km 연장되는 지층으로 일부 지역에서는 동명층이라 불린다.
창녕 지질도폭(1969)에서는 지층명이 동명층으로 바뀐다. 도폭 내에서 우곡면 남서부와 쌍림면 남동부, 합천면 덕곡면, 쌍책면 대부분 지역, 율곡면 동부 갑산리 지역에 분포한다. 일반적으로 (녹)회색 사암, 셰일, 이암, 흑색 내지 암회색의 셰일, 사질 셰일과 역질 사암 등으로 구성되어 있다. 황강 이북 지역인 쌍책면 등에서 북동 25~35°및 남동 10~20°의 주향과 경사를 보이나, 황강 이남에서 합천군 적중면 옥두리 소재 옥두봉 부근에서는 북서 40°, 북동 10~20°의 주향과 경사를 나타난다. 옥두봉에서 옥두봉 서쪽 200고지에 이르는 지역에서 그 중간지점 부근에서는 북동 40°남동 15°로 급변하고 다시 200고지에 이름에 따라 북서 8~30°, 북동 15~20°로 변하였다가 200고지 서단에서는 북동 45°, 남동 14°로 심한 변화를 보인다. 국도 제24호선 이남의 초계분지 지역에서 일반적인 주향과 경사는 북동 50~60 및 남동 7~25°이다. 두께는 고령군 쌍림면에서 합천면 덕곡면에 이르는 단면에서 950 m 내외이다.
창녕도폭 지역인 합천군 쌍책면 사양리 산 170, 대장교마을 은방산 중턱에 위치한 합천배티세일동굴(N 35°36'42.88", E 128°15'51.56")은 진주층 내에 발달한 총연장 350 m, 최대폭 10 m, 최대높이 3.5 m 의 동굴이다. 동굴 내 19개의 지굴과 폭포, 물웅덩이가 있고 관박쥐 등이 서식한다. 세계적으로 셰일동굴은 매우 희귀하고 이변적이어서 시도기념물 제70호로 지정되었다. 인지도가 거의 없는 이곳에는 안내판과 해설판, 주차 공간 등의 간단한 편의 시설이 있다. 동굴 주변의 진주층은 회색 내지 암회색의 셰일 내지 셰일질 이암층이며 간혹 세립사암 내지 실트스톤이 엽층 내지 박층으로 협재한다. 또한 때때로 석회질암이 협재되고 셰일 내지 셰일질 이암층에서는 건열 구조가 발달한다. 이곳은 '셰일' 동굴로 명명되어 있지만 동굴이 형성된 부분은 석회질암 지층이 박층 내지 중간층 두께로 셰일과 교호하며 빈번하게 산출되는 구간이다. 이는 지하수에 의해 석회질암이 용식되고 석회질암과 교호하던 셰일층도 소실되어 동굴이 형성된 것임을 시사한다.
창녕도폭 지역인 합천군 덕곡면 율원리 율원저수지 도로가(N 35°38'31.78", E 128°16'58.79")에는 진주층이 드러나 있으며 흑색 셰일과 이암 내에 협재된 사암으로 구성된다. 분급도가 좋은 사암은 대개 중립질로서 수 cm 에서 1 m 이상 두께의 판상체로 발달하며 두꺼운 사암층들 내에는 보다 얇은 사암체들이 중첩된 경우도 있다. 조립질 사암층에는 사층리도 발달하며 세립질 사암들에는 평행 엽층리가 발달한다. 이곳에는 담수 조개류 화석들이 산출되는 것으로 알려져 있다.
합천 배티세일동굴
- 합천배티셰일동굴
- 합천배티셰일동굴 내부
- 합천배티셰일동굴 부근 등산로에 드러난 진주층

합천 지질도폭(1968)에 의하면 두께 약 900 m의 진주층은 대체로 사암과 셰일의 호층(互層)이며 흑색 및 암회색 셰일이 우세하게 협재된다. 합천군 율곡면 동남부, 합천군 대양면 대부분 지역에 이르기까지 북동 방향으로 분포한다.
삼가 지질도폭(1975)에서 지층명이 다시 진주층으로 환원된다. 합천군 대양면과 쌍백면 대부분 지역, 삼가면 중동부 지역, 의령군 대의면에 이르기까지 북북동 방향으로 분포한다. 하위의 마동층을 정합적으로 피복하며 상위의 칠곡층에 의해 정합적으로 피복 당해 있다. 진주층과 칠곡층의 경계는 진주층 최상위에 오는 흑색 셰일 위에 놓이는 자색 셰일의 하한을 양자간의 경계로 설정하였으나 동일 층준상 자색 셰일의 발달이 미약하기도 한다. 일반적으로 세립 내지 중립(中粒)질암회색 사암, 흑색 또는 암회색의 셰일, 사질셰일, 역질사암 등으로 구성되는데 자색층을 전혀 협재하지 않는다. 하부는 주로 흑색, 회색의 사질셰일 또는 셰일이 우세하며 역질사암이 수 매 협재된다. 중부는 암회색 또는 녹회색의 사암, 셰일 중에 협재하는 흑색 사질셰일, 또는 셰일의 협재 빈도 수가 더 많아져 본 지층 내에서 흑색 사질셰일과 셰일이 가장 우세하다. 이 흑색 셰일 중에는 때로 탄질 셰일이 발달하는데 두께는 20 cm 정도이며 연장 방향으로 수십 m 의 분포를 가지나 경제적 가치는 없다. 상부는 회색 사암이 우세하며 흑색 사질셰일 또는 셰일의 협재가 빈약하고 담녹색 사암 내지 사질 셰일, 셰일의 협재가 교호로 발달한다. 의령군 대의면 마쌍리 부근에서 북서 35°의 습곡축을 갖고 배사와 향사가 최소 2회 이상 반복된 습곡 현상이 확인된다. 본 층의 대체적인 주향과 경사는 북동 10~20°, 남동 10~15°이며 두께는 약 1,450 m이다.
합천군 지역의 진주층
- 합천군 초계면 원당리에서 대암산으로 올라가는 도로변에 드러난 진주층
- 합천군 덕곡면 율원리 율원저수지 부근 율평로 도로변의 진주층
- 합천군 쌍책면 사양리 지방도 제907호선 도로변에 드러난 진주층
- 합천군 삼가면 어전리 국도 제33호선 신평교차로 진주방면 진입로 도로변에 드러난 진주층
- 합천군 대양면 양산리 함양울산고속도로 건설현장에 드러난 진주층의 암회색 노두, 남동쪽으로 경사
- 대양면 덕정리 산 7-3 지방도 제1011호선 도로변에 드러난 진주층, 남동쪽으로 경사
북위 35° 30′ 45.8″ 동경 128° 12′ 04.6″ / 북위 35.512722°  동경 128.201278°

### 초계분지
초계 분지 지역에는 경상 누층군 진주층이 분포한다. 초계 분지의 형성에 대해서는 여러 설이 있었으나, 분지 지하에 충격으로 변성된 암석층이 발견되면서 운석 충돌설이 유력하다. 분지 중심부의 중력이 낮게 측정되는데, 이것도 운석 충돌에 의해 기반암이 파쇄되었기 때문으로 추정된다. 크레이터가 형성된 시점은 3만년에서 6.3만년 사이로 추정된다.

### 칠곡층
삼가 지질도폭(1975)에 의하면 하위의 신동층군 진주층을 정합으로 덮고 있으며 신동층군 진주층의 최상부 흑색 셰일을 덮고 있는 자색 셰일, 사질셰일의 직하한이 본 층의 최하한(下限)으로 설정되었다. 주로 자색의 사질셰일, 셰일과 회색 또는 녹회색 사암 및 사질셰일, 담회색의 역질사암으로 구성되어 있다. 지층의 주향과 경사는 북동 10~20°및 남동 10~15°이며 두께는 약 400 m이다. 의령군 봉수면 중서부에서 궁류면 남서부, 대의면 신전리 동부, 칠곡면 내조리 북동부에 이르기까지 분포한다. 함양울산고속도로 건설 현장의 칠곡층은 자색 셰일, 사질셰일, 담홍색 사암으로 구성되며 일부 지역에서는 적색 셰일과 이암이 협재된다. 지층의 주향과 경사는 북동 15~80° 및 남동 5~25°이다.

### 오도산층
오도산층(Kod; Odosan Formation, 吾道山層)은 합천군과 거창군의 경계인 오도산-두무산-비계산 일대에 분포하는 지층으로 셰일, 사암, 역암의 호층이며 화강암 및 안산암의 관입에 의해 심한 변성을 받았으나 대략 신라 역암층에 대비되는 것으로 추정된다.

### 안산암
안산암은 오도산층 분포지역인 오도산, 두무산, 비계산 산정부에 분포하며 오도산층 상위에 관입 및 피복 관계로 있다. 이 암석은 대개 치밀하고 암녹색이며 일부 각력질이다.

## 광물과 지하자원
합천군의 지하자원은 빈약하다. 금속 자원으로 은, 중정석, 구리, 금이 열수충진광상의 형태로 산출된다.

### 여봉광산
여봉(汝峰)광산은 봉산면소재지 남서쪽 편마암상섬록암질암에 있는 반암맥과 화강섬록암맥 간의 열극을 따라 중정석의 맥이 관입해 있다. 일제 강점기에는 은이 채취되었다. 이 광맥에는 황동석과 아연광 및 은광이 수반된다. 1962-1966년간 시료 분석 결과 평균 함량치는 은 2,076~3,400 g/T, 납 14~39%, 구리 0.82% 정도이다.

### 태양광산
태양광산은 대병면소재지 남서쪽 1.5 km 지점 편마암상섬록암질암에 있는 열극을 관입한 석영맥과 중정석맥의 금, 은, 동을 채취하고 있다. 품위는 금 0.7~6.0 g/T, 은 874~7,765 g/t, 동 0.8~9.5%이다.

### 용주광산
용주광산은 용주면 내가리 동측의 편마암상화강암을 모암으로 하는 열극충진광상으로 일제강점기에 개설된 2개 갱도가 남아 있다. 금, 은, 납, 아연이 산출된다.

### 창녕 150호 광산
창녕 150호 광산은 합천군 적중면 누하리 남남서 약 1 km 지점 능선 하부에 위치한다. 광상의 모암은 경상 누층군 진주층(주향 북동 55°, 경사 남동 22°)의 최상부 세립질사암 및 셰일이며 광상은 진주층 내 북서 18° 방향으로 발달하는 열극을 충전한 석영맥이고 연, 아연, 구리를 함유한다.

## 대병면지역하천쟁탈
합천군 대병면 남동부 양리, 장단리, 성리 지역은 악견산, 금성산, 허굴산 등으로 둘러싸여 있어 고원 지형을 형성하고 있다.
손일 외(2009)는 이 지역을 조사하고 하천쟁탈의 시나리오를 제시하였으며 하천쟁탈의 결과인 3곳의 곡중분수계(허굴산 남서측 부치곡재, 대병면 장단리-용주면 황계리, 대병면 회양리-양리)와 3곳의 경사변환점(가회면 월계리 북동부 및 황계폭포), 1곳의 풍극(구하도)를 발견하였다. 특히 허굴산 북쪽 대병면 장단리-용주면 황계리 지역에서 구하도가 확인되었으며 이 풍극의 길이는 650 m, 폭은 100 m 정도고 풍극 양쪽을 따라 50 m 내외의 구릉이 평행하게 달리고 있다. 이 풍극은 가운데가 높고 양쪽으로 갈수록 낮아져 양쪽으로 개석이 일어났음을 알 수 있으며 구릉과 풍극 경계부에서 두께 1.5 m의 하천퇴적층이 확인되었다. 이 퇴적층 내에서 자성을 띠는 검은색 띠가 발견되었으며 이는 하천쟁탈 이전 하천의 상류에 있었을 섬장암의 자철석이 운반된 것으로 해석된다.
이외에 대병면 회양리에 발달하는 회양천 계곡은 현재 회양천의 규모에 비해 지나치게 넓어 회양천이 쟁탈당했다는 것을 암시하며 황계폭포는 하천쟁탈과는 무관한 것으로 생각된다. 이를 종합해 보면 다음과 같다.
- 1) 과거 하천쟁탈이 일어나기 전에는 대병면 장단리 지역의 물은 금성산과 허굴산 사이 안부를 지나 회양리의 회양천을 통해 황강으로 유입되었다. 이때에는 허굴산 남측 유로와 가회면 월계리의 황계천 최상류 그리고 용주면 황계리 남서부의 황계천 상류 부분까지 회양천의 상류였다.
- 2) 대병면 성리 지역에서 두부 침식이 일어나 과거 회양천 상류 지역이 쟁탈당했다. 이때 대병면 회양리-양리 지역에서 수계가 끊어지고 기존의 회양천 수계(허굴산 남측 유로, 황계천 최상류 및 상류)가 현재의 금성천을 통해 성리를 지나 황강으로 배수된다.
- 3) 황계천의 두부 침식으로 인해 허굴산 북동부 유로가 쟁탈당하고 남쪽으로 계속된 두부 침식으로 허굴산 남동부 가회면 월계리의 유로도 쟁탈당했다. 이 과정에서 원래 양리를 지나 장단리 쪽으로 흐르던 가회면 월계리의 유로가 역류하면서 그 사이에 풍극이 형성되고 현재 허굴산 남서측 부치곡재의 곡중분수계로 남아 있다.
- 4) 대병면 장단리-용주면 황계리 지역에서 황계천의 계속된 두부 침식으로 금성천의 일부 구간이 쟁탈당했다.

## 지질 재해

### 1643년 합천 지진
1643년 합천 지진은 1643년 6월 9일, 경상남도 합천군에서 발생한 추정 규모 6.4~6.7 추정 최대 진도 VIII~IX의 대지진이다. 이 지진으로 최소 2명이 사망하였다.
승정원일기에서는 이 지진에 대해 다음과 같이 말하고 있다.
경상감사 서목의 내용이다. 진주·합천 등 관에서 올리기를, “지진이 있었을 때 소나무 5,60그루가 부러져 쓰러졌다. 합천지역에서는 산이 흔들리고 바위가 떨어져서 압사당한 사람이 있었다. 마른 샘에 물이 넘쳤으며, 큰 길이 찢어지고 갈라졌다”고 하였다. (慶尙監司書目, 晉州·陜川等官, 呈以地震時, 松木五六十條摧倒, 陜川地嶽動巖墜, 人有壓死, 涸泉水盈, 大路坼裂事。)
 — 승정원일기
또한 인조실록에서는 이 지진에 대해 다음과 같이 말하고있다.
경상도 진주(晋州)에 지진이 일어나 수목이 부러져 넘어지고 합천군(陜川郡)에도 지진으로 바위가 무너져 두 사람이 압사하였으며, 오랫동안 물마른 샘에 흙탕물이 솟구쳐 나오고 관문(官門)의 앞길에 땅이 10장이나 갈라졌다.
 — 인조실록 44권, 인조 21년 4월 23일 병술 1번째기사

## 같이 보기
- 한국의 지질
- 영남 지괴/영남 육괴
- 경상 누층군
- 합천군